# Ut pictura poesis
Ut pictura poesis (del llatí, literalment, «com la pintura així és la poesia» o «la poesia com la pintura», és a dir, la pintura s'assembla a la poesia) és una locució llatina utilitzada en la teoria de l'art i la literatura. Va ser formulada pel poeta romà Quint Horaci Flac (autor d'altres famoses locucions com carpe diem i beatus ille), en la seva obra Ars poetica (també coneguda com a Epístola als Pisons). S'ha convertit, sobretot des del Renaixement, un tema clau de la crítica literària i l'art sobre la correspondència de les arts.
Aquesta fórmula ha estat un dels principals pilars del classicisme en la literatura.

## Definició
L'origen d'aquest tòpic potser provingui de la frase «la poesia és pintura que parla i la pintura poesia muda», de Simònides de Ceos. Horaci postula que hi ha un tipus de poesia que agrada més si es veu de prop, i un altre a canvi si s'observa des de lluny, o s'albira per segona vegada, o s'analitza amb ull crític, com amb la pintura, atès que l'antic vincle entre la poesia i la pintura sempre ha estat objecte de debat. Per al poeta romà, tant en la poesia com en la pintura hi ha obres que resulten comprensibles, evidents, i altres menys. Així, pintura i poesia tenen en comú l'experiència estètica, el gaudi experimentat per l'espectador davant d'una obra sublim i creativa. En última instància, Horaci es remunta al concepte d'imitació (mimesi) formulat per Aristòtil en la seva Poètica, que propugna la imitació de la natura com a fi essencial de l'art.
Aquesta teoria va ser assimilada i convertida en categoria estètica per l'humanisme renaixentista, pel que les arts havien de tenir un comú denominador, un nexe d'unió que permetés utilitzar fórmules de creativitat en qualsevol àmbit artístic. Així, la poesia ha de ser tan emotiva i evocadora que suggereixi en la ment de l'espectador imatges com les produïdes per la visió d'un quadre. El llenguatge verbal ha de ser tan sols un instrument que propiciï el resultat final de l'obra, sense que interfereixi en l'acte de la contemplació estètica. Així, Emanuele Tesauro va idear el 1658 la noció d' «arts poètiques», inspirat en aquesta cèlebre cita, descrivint el component poètic i metafòric de l'art.
Els artistes renaixentistes van emprar també aquesta frase per assimilar la seva professió a la de poeta, de més elevada consideració social, en una època en què encara la pintura era considerada com a mera artesania. Així, durant aquest període els artistes van començar a ser considerats professionals dedicats a les arts liberals, les que provenen de l'intel·lecte, a més de la inspiració.
Aquesta fórmula va tenir plena vigència fins pràcticament el segle xviii, en què va ser molt criticada per Gotthold Ephraim Lessing; en el seu llibre Laocoonte (1766), tot i que no va rebutjar la possibilitat de trobar un sistema que relacioni totes les arts, va criticar les analogies absolutes (com ut pictura poesis). Per Lessing, el mitjà que utilitza l'art són els signes (Zeichen), que freqüentment són la base de la imitació. La pintura i la poesia, examinades en els seus contextos imitatius, són diferents: la pintura resulta adequada per a la representació de qualitats sensorials, tangibles, podent tan sols evocar elements argumentatius; en canvi, la poesia realitza el procés invers.